# Indigetes
Indigetes (łac. Dii indigetes) – w mitologii rzymskiej bóstwa opiekuńcze czynności ludzkich. 
Była to bardzo liczna kategoria zazwyczaj bliżej niesprecyzowanych mocy, pomniejszych bóstw opiekujących się wąskimi dziedzinami bądź zakresami życia. Należały do pierwotnych bóstw italskich, wyraźnie oddzielonych od novensiles – bogów przejętych przez Rzymian w okresie republiki i cesarstwa od innych ludów. W epoce klasycznej ich kult był już praktycznie martwy, wzywano je tylko w formułach magicznych wygłaszanych przez pontyfików.
Dii indigetes nie miały poświęconych sobie mitów, a ich funkcje były ściśle związane z konkretnymi miejscami lub wydarzeniami w życiu człowieka. Ich przykładami są Jugatyna (opiekująca się szczytami pagórków), Kliwikola (patron spadzistych ulic), Consevius (patronujący aktowi poczęcia dziecka), Segecja (opiekunka kiełkującego zboża). Jedynie część z tych bóstw, jak Prozerpina czy Flora, nabrały z czasem większego znaczenia w religii Rzymian, zwłaszcza pod wpływem mitologii greckiej.